# Ífigenie (Racine)
Ífigenie je tragédie francouzského dramatika Jeana Racina, poprvé uvedená ve Versailles dne 18. srpna 1674. Má pět jednání a je psána ve verších (tvoří ji 1794 alexandrínů a 2 osmislabičné verše).
Tato tragédie představuje Racinův návrat k mytologickým tématům – po řadě historických námětů, jako byla dramata Britannicus (1669), Berenika (1670), Bajazid (1672), Mithridates (1673).
Příběh se odehrává na břehu v Aulidě, kde se Řekové chystají zaútočit na Tróju. Nemohou se tam však dostat, protože bohové zadržují větry nezbytné k vyplutí lodí. Agamemnón, vůdce výpravy, je proto nucen poradit se s věštcem Kalchásem. Ten mu poradí obětovat dceru Ífigenii, aby usmířil bohyni Artemis, které kdysi zabil její laň. Ífigenie se podřídí přání svého otce. Agamemnónova ctižádostivost, Achillova touha po slávě, Klytaiméstřina pýcha, žárlivost Erifýlé: hra ukazuje rozpoutané vášně, které všechny činí z Ifigenie jejich oběť.
Stejně jako u Eurípida v jeho Ífigenii v Aulidě není morálně nejsilnější postavou Agamemnón, tvrdohlavý vůdce, ale Ífigenie, kterou úcta k otci a vlastenectví žene až k tomu, aby přijala smrt.
Ífigenie měla velký úspěch při svých prvních představeních, nyní se hraje jen zřídka. Když ji Racine psal, byl na vrcholu své slávy a jeho nesporný talent těžil i z královské přízně. Úspěch mu přinesl i nepřátele, kteří si přáli zničit jeho kariéru; když se dozvěděli, že Racine připravuje Ífigenii, napsali konkurenční hru na stejné téma. Racine dosáhl u soudu, že její zveřejnění bylo odloženo; nakonec byla neúspěšně provedena na konci května 1675 a měla za následek pouze posílení Racinovy popularity.

## Postavy
- Agamemnón (král Mykén)
- Achilles (snoubenec Ifigenie)
- Odysseus (Agamemnónův spojenec)
- Klytaiméstra, manželka Agamemnóna
- Ífigenie, dcera Agamemnóna, nevěsta Achillova
- Erifýlé, přítelkyně/soupeřka Ifigenie, dcera Heleny a Thésea
- Arcas, služebník Agamemnóna
- Kalchás, kněz a věštec
- Eurybate, služebnice Agamemnóna
- Aegina, dívka z Klytaiméstřiny družiny
- Doris, důvěrnice Erifýlé
- Vojáci stráže

Agamemnón, přezdívaný Král králů, je vůdcem spojeneckých Řeků. Jeho manželka Klytaiméstra je sestrou Heleny, jejíž únos je příčinou připravované trójské války. Hrdina Achilles je zamilovaný do Ífigenie, která na oplátku miluje jeho; Erifýlé, která neví o svém původu, je do něj také zamilovaná, ačkoli ji vzal do zajetí.

## Obsah jednotlivých dějství
- První dějství (5 scén) – Agamemnón říká Arcasovi, že musí obětovat svou dceru Ífigenii; aby se svou matkou Klytaiméstrou přijela do Aulidy, slíbil, že ji ožení s velkým válečníkem Achillem. Nyní ale této lsti lituje a žádá Arcase, aby šel za jeho ženou a řekl jí, že svatba se podle Achillova přání odkládá.
- Druhé dějství (8 scén) – S Klytaiméstrou a Ífigenií přichází Erifýlé, mladá žena, kterou Achilles unesl z Lesbu a která neví, kdo jsou její rodiče. Tajně miluje svého věznitele. Ifigenie potkává Agamemnóna a je překvapena jeho chladem. Klytaiméstra konečně obdrží Arcasovu zprávu a připravuje se k odchodu, rozhořčena myšlenkou, že Achilles svatbu odkládá.
- Třetí dějství (7 scén) – Klytaiméstra se dozví, že zpráva byla falešná a že Achilles si Ífigenii opravdu chtěl vzít. Agamemnón předstírá souhlas, aby přilákal Ífigenii k oltáři, ale nařídí Klytaiméstře, aby se ceremoniálu nezúčastnila. Přichází Arcas, který vysvětluje Klytaiméstře, Achillovi a Ífigenii, že Agamemnón se ve skutečnosti chystá obětovat svou dceru bohům. Všichni se ho rozhodnou zastavit, kromě Ífigenie, která přijímá svůj osud.
- Čtvrté dějství (11 scén) – Klytaiméstra a její dcera najdou Agamemnóna, který díky jejich slzám pochopí, že jeho plán byl prozrazen, ale dál o svém úmyslu uvažuje. Achilles, šílený vztekem, žádá Agamemnóna, aby vše zrušil. Ten při představě, že by jeho královská hrdost byla podkopána, je odhodlán Ífigenii obětovat; ale když vidí, co jeho dceru čeká, rozhodne se zorganizovat její útěk s tím, že jí zakáže Achilla znovu vídat. Přivolá svou ženu i dceru a dá jim pokyny, které mají dodržovat. Všechno ale zaslechne Erifýlé a rozhodne se odhalit Agamemnónův záměr Kalchásovi.
- Páté dějství (6 scén) – Kněz Kalchás, varovaný Erifýlé, zalarmuje celý vojenský tábor; Ífigenie se chce podřídit otcově vůli a už je u oltáře připravena k oběti. Kalchás, náhle inspirován bohy, prohlásí, že obětí má být ve skutečnosti Erifýlé, Helenina tajná dcera. Ífigenie je tedy zachráněna. Erifýlé se v zoufalství vrhne na oltář a probodne se. Bohyně Artemis je tak uspokojena, vítr se otočí a flotila může odplout do Tróje.

## Díla s podobným tématem

### Dramata
- Eurípidés, Ífigenie v Tauridě (kolem 414 př. n. l.), Ífigenie v Aulidě (uvedeno po autorově smrti, tj. po 405 př. n. l.)
- J. W. Goethe, Ifigenie na Tauridě (1787)

### Opery
- Domenico Scarlatti, Ífigenie v Aulidě (1713)
- Christoph Willibald Gluck, Ífigenie v Aulidě (1774)
- Giuseppe Sarti, Ífigenie (1777)

### Film
- Ífigenie (řecký film, režie: Michalis Kakojannis, 1977)[1]